# Tropaeolum pentaphyllum
Tropaeolum pentaphyllum là một loài thực vật có hoa trong họ Tropaeolaceae. Loài này được Lam. miêu tả khoa học đầu tiên năm 1785.